# Шоти з текілою
«Шоти з текілою» (Tequila Shots) — пісня американського репера Кіда Каді, випущена 11 грудня 2020 року як частина його сьомого студійного альбому Man on the Moon III: The Chosen. Продюсерами пісні стали Dot da Genius, Take a Daytrip і сам Куді. У червні 2022 року пісня досягла платинового статусу, продавши понад 1 мільйон одиниць у США.

## Фон
В інтерв’ю Зейну Лоу Кід Каді заявив, що «Шоти з текілою» була першою піснею, яку він написав для «Людини на Місяці III», яку він закінчив ще до того, як вирішив записати альбом. Він сказав про пісню: «Це звучить як вступ, це звучить так, ніби ти повертаєшся до того місця, де ми зупинилися десять років тому», маючи на увазі реліз 2010 року Man on the Moon II: The Legend of Mr. Rager.
Пісня була створена в день, коли пісня Тревіса Скотта та Кіда Каді « The Scotts » посіла перше місце в чарті US Billboard Hot 100. Його назва походить від Kid Cudi, Dot da Genius і Take a Daytrip, випиваючи порції текіли на святкування.

## Композиція
У пісні присутні «викривлені синтезатори та спотворені органи», а також наспівування від Cudi. Його описують як стиль, що нагадує його ранню музику. Кід Куді співає про внутрішні конфлікти, пов’язані з психічним здоров’ям, з якими, на його думку, уже впоралися , і про готовність до змін.

## Критичний прийом
Пісня отримала загалом позитивні відгуки критиків. Арон А. з HotNewHipHop написав, що це «поєднує давнього співавтора Куді Дота Да Генія разом із Take A Daytrip для хвилюючого та психоделічного вибуху». Альфонс П'єр з Pitchfork назвав її найкращою піснею з "Людини на Місяці III".

## Живі виступи
Кід Каді виконав пісню в телешоу Суботнього вечора в прямому ефірі 10 квітня 2021 року 

## Інші версії
У 2021 році Kid Cudi випустив альтернативну версію пісні, прем’єра якої відбулася на Amazon Prime Day Show. Альтернативна версія була включена в розширену композицію (EP) під назвою Prime Day Show x Kid Cudi, випущену ексклюзивно на Amazon Music 17 червня 2021 року.

## Чарти
| Чарти (2020)                   | Позиція треку |
| ------------------------------ | ------------- |
| 52                             | 52            |
| 95                             | 95            |
| 37                             | 37            |
| 51                             | 51            |
| New Zealand Hot Singles (RMNZ) | 6             |
| 146                            | 146           |
| 73                             | 73            |
| 86                             | 86            |
| 41                             | 41            |
| 7                              | 7             |